# Еделак
Еделак (њем. Eddelak) општина је у њемачкој савезној држави Шлезвиг-Холштајн. Једно је од 115 општинских средишта округа Дитмаршен. Према процјени из 2010. у општини је живјело 1.391 становника. Посједује регионалну шифру (AGS) 1051024.

## Географски и демографски подаци
Еделак се налази у савезној држави Шлезвиг-Холштајн у округу Дитмаршен. Општина се налази на надморској висини од 2 метра. Површина општине износи 9,2 km². У самом мјесту је, према процјени из 2010. године, живјео 1.391 становник. Просјечна густина становништва износи 151 становник/km².

## Међународна сарадња
| Мјесто | Држава    | Врста сарадње | Од    |
| ------ | --------- | ------------- | ----- |
|        | Француска | партнерство   | 1982. |
| Извор  |           |               |       |